# С-200
С-200 (за класифікацією НАТО — SA-5 Gammon) — зенітний ракетний комплекс дальнього радіуса дії, розроблений в 1960-х роках в СРСР. Перші версії комплексу мали радіус дії у 160 км.
Дістав згодом 4 значних модернізації, остання версія — С-200Д «Дубна» — розроблена наприкінці 1980-х.
Комплекс призначений для боротьби з літаками, повітряними командними пунктами, постановниками перешкод та іншими пілотованими і безпілотними засобами повітряного нападу на висотах від 300 м до 40 км, що летять з швидкостями до 4300 км/год, на дальностях до 300 км. Комплекс здатен діяти за умов інтенсивної радіопротидії.
Для комплексу були розроблені спеціальні варіанти ракет, що несли ядерну бойову частину. Їхнє застосування передбачалося у випадку масованого нальоту противника. Використання таких боєголовок забезпечувало практично цілковиту гарантію знищення повітряних цілей.

## Історія

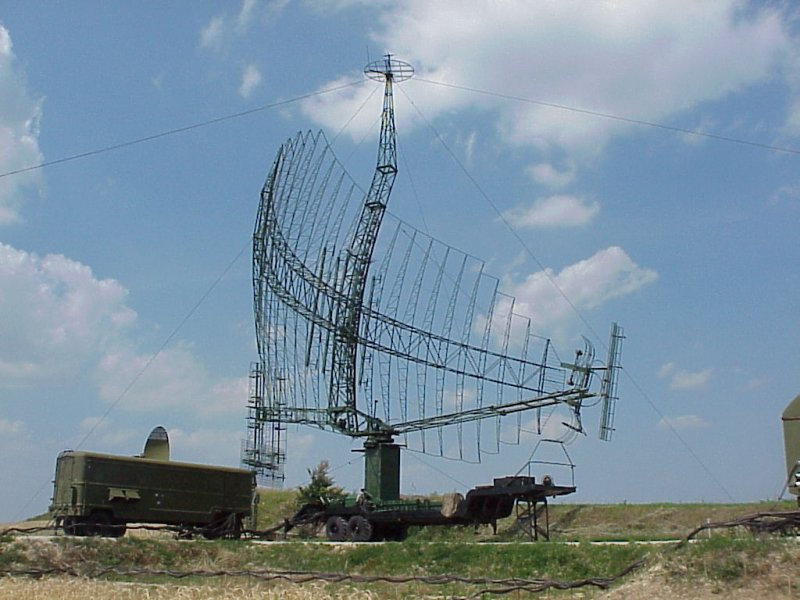
РЛС раннього виявлення П-14Ф «Лена»

Розробка зенітної ракетної системи великої дальності була розпочата в ЦКБ «Алмаз» в 1958 році, під індексом С-200А (шифр «Ангара») система була прийнята на озброєння військ протиповітряної оборони країни в 1967. Практично, всі найважливіші об'єкти країни знаходилися під її захистом. У подальшому система С-200 неодноразово модернізувалася: 1970 — С-200В (шифр «Вега») і 1975 — С-200Д (шифр «Дубна»). В ході модернізацій були значно збільшені дальність стрільби і висота ураження цілей.
До системи С-200Д введена модифікована ракета 5В28М з великою дальністю і можливістю стрільби по повітряних цілях, що віддаляються, «навздогін», а також роботи в умовах активних перешкод. Зенітні ракети 5В21, 5В28, 5В28М, що входять до складу цих комплексів, розроблялися в ОКБ-2 МАП (МКБ «Факел») під керівництвом генерального конструктора П. Д. Грушина, комплекс засобів виявлення і наведення в СКБ-1 «Алмаз» (генеральний конструктор Расплетін О. А., пускові установки 5П72В — у КБ спеціального машинобудування). ЗРК С-200В поставлявся з початку 1980-х років під індексом С-200ВЕ «ВЕГА-Е» в НДР, Польщу, Чехословаччину, Болгарію, Угорщину, КНДР, Лівію, Сирію. На початку 1990-х років комплекс С-200ВЕ був придбаний Іраном. Експортний варіант системи відрізнявся від С-200В зміненим складом апаратури ПУ і кабіни управління.
У 1989—1990 проводилася модернізація системи С-200В з метою створення «Винесеної зенітної ракетної батареї» (ВЗРБ), призначеної для забезпечення пуску ракет по цілях, супроводжуваним радіолокатором РПЦ, при віддаленні стартової позиції на відстань до 140 км. Для зв'язку з командним пунктом ВЗРБ додавалася проміжна кабіна сполучення. До засобів ВЗРБ були пред'явлені додаткові вимоги по скороченню часу розгортання з похідного положення, заміні частині апаратури, скороченню кількості кабельних зв'язків тощо. Проте надалі практичного продовження роботи по ВЗРБ не мали.
На Заході комплекс отримав позначення SA-5 «Gammon».

## Комплекс

### Огляд

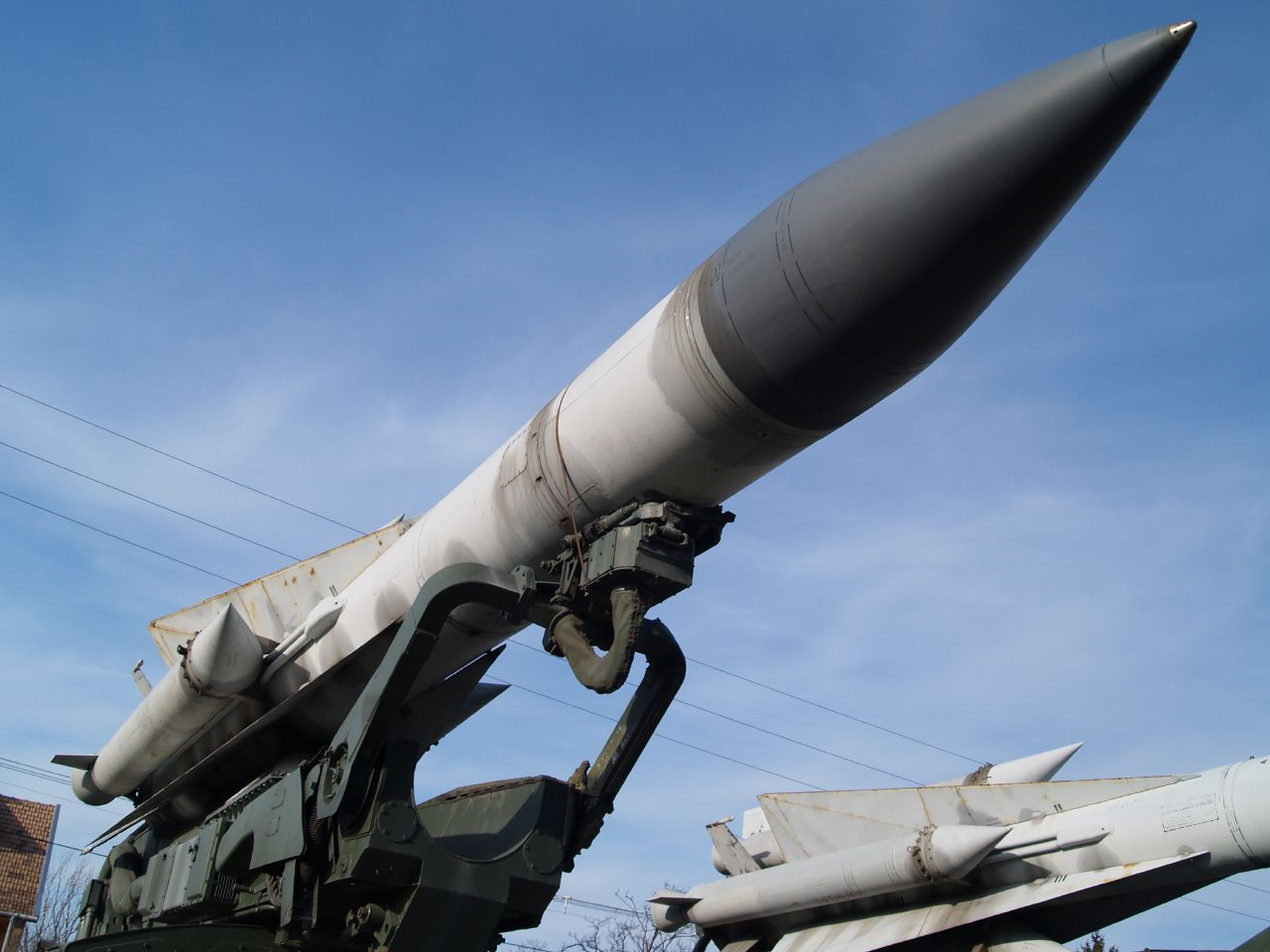
Зенітна керована ракета С-200

С-200 є перевізним зенітним ракетним комплексом дальнього радіусу дії. Призначений для ураження сучасних (на момент розробки) і перспективних літаків і крилатих ракет у широкому діапазоні висоти, дальності та швидкості польоту цілі. Ураження повітряних цілей відбувається зенітними керованими ракетами, що мають чотири твердопаливних стартових двигуни (перший ступінь, прискорювач).
Запуск ракет відбувається з пускових установок (ПУ) на стартових позиціях.
В ЗРК С-200 передбачене автоматичне заряджання пускових установок за допомогою заряджальних машин (ЗМ). Старт ракети похилий, при сталому куті нахилу осі ракети до горизонту, що дорівнює 48°.

### Наведення
В комплексі застосоване напівактивне самонаведення ракет на ціль. Радіолокатор підсвічування цілі (РПЦ) 5Н62 опромінює ціль і після виявлення неперервно й автоматично супроводжує ціль за кутовими координатами, швидкістю та відстанню. Для захисту радіолокатора підсвічування від ураження самонавідними протирадіолокаційними боєприпасами, до кожного стрільбового каналу може додаватись радіостанція відволікання ракет (рос. радиостанция отвлечения ракет, РОР). Дальність виявлення залежить від ефективної площі розсіювання цілі. Наприклад, для комплексу С-200ВМ дальність стійкого автоматичного супроводження літака Іл-76 на висоті 9000—10 000 метрів складає близько 300 кілометрів.
За даними РПЦ на ціль наводяться голівки самонаведення (ГСН), встановлені в носовій частині ракет. Автоматичний супровід цілі ГСН за сигналами, відбитими від цілі, починається перед стартом ракети і триває в польоті. Випромінювання відбувається в режимі фазової маніпуляції сигналу або в монохроматичному режимі. Ракета наводиться на ціль за методом пропорційного зближення, якщо час польоту до точки зустрічі з ціллю не перевищує 70 секунд. При більшому часі польоту ракети (стрільба у дальню зону), ракета після старту протягом 30 секунд виводиться на певну висоту з постійним кутом випередження, а потім наводиться методом пропорційного зближення.
З метою підвищення ефективності зенітних керованих ракет, тяга маршового двигуна ракети в польоті регульована. Необхідна програма роботи двигуна обирається перед стартом ракети обчислювальною машиною РПЦ.
Для збільшення бойової дальності польоту ракети передбачено окрім активної, також і пасивну ділянку траєкторії польоту ракети.

### Додаткові складові
Бойовою роботою зенітного ракетного комплексу керують з автоматизованого командного пункту, який отримує інформацію про повітряний стан з радіолокаційних станцій. Кабіна К9М комплексу С-200В може бути спряжена з автоматизованою системою управління («Сенеж», «Вектор-2М», АСУРК-1МА, АСУР-1П, та іншими), з радіовисотоміром ПРВ-13 (ПРВ-17), а також радіолокаційною станцією П14Ф або радіолокаційним комплексом П80А (К66).
Кожен стрільбовий канал здатний здійснювати пошук цілі за даними автоматизованих цілевказівок АСУ, ПРВ, та РПЦ іншого стрільбового каналу даного комплексу С-200В, а також пошук цілі з використанням первинної радіолокаційної інформації РЛС П14Ф або РЛК П80А. За відсутності первинної радіолокаційної інформації, пошук цілі може бути організований за даними мережі оповіщення.
Позиція ЗРК С-200В містить радіотехнічну позицію та стартові позиції стрільбових каналів. Для розміщення засобів триканального ЗРК С-200В потрібна позиція площею близько 110 га.

## Ракети

### Огляд

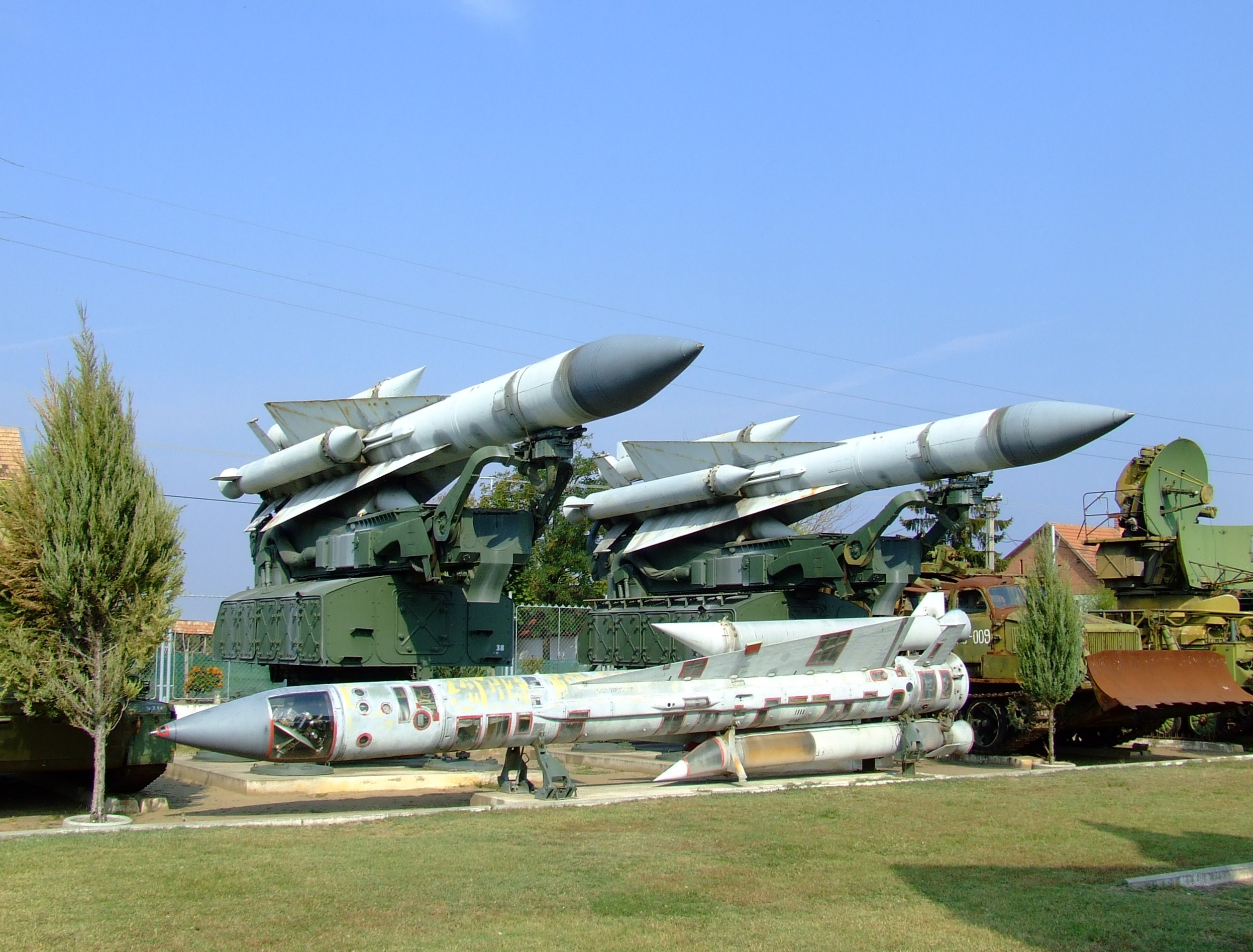
Ракети на пускових установках та частково розтята ракета у музеї військової техніки в Кецелі, Угорщина.

Пуск ракети здійснюється за допомогою чотирьох твердопаливних прискорювачів сумарною тягою в 168 тс, встановлених на корпус маршового ступеня ракети (однієї з двох модифікацій 5С25 або 5С28). У процесі розгону ракети прискорювачами запускається маршовий рідинний ракетний двигун, виконаний за відкритою схемою (вихлопні гази турбіни паливного насоса виходять в атмосферу), в якому окислювачем слугує суміш:
- окислювач: 1680 кг АК-27П (розчин окислів азоту в концентрованій азотній кислоті з додаванням інгібіторів — плавикової та ортофосфатної кислоти),
- паливо: 586 кг ТГ-02 («Самин» — високотоксична суміш технічних ізомерних ксилідинів та технічного триетиламіну).

Компоненти палива гіперголічні, тобто, самозаймаються при змішуванні.
У головці маршового двигуна розташовано 248 двохкомпонентних форсунок, кожна з яких при роботі двигуна подає як паливо, так і окислювач. Всі форсунки, окрім зовнішнього ряду, подають компоненти палива у пропорції, що забезпечує високу питому тягу двигуна. Температура газу в ядрі потоку камери згоряння досягає 3100 °C.
Аби запобігти перегріванню стінок камери згоряння, зовнішній ряд форсунок подає компоненти палива з великим недобором окислювача. Утворений, в такий спосіб, навколостіночний прошарок, через надлишок палива, виявляється менш нагрітим (до 1800 °C).
Залежно від відстані до цілі ракета обирає режим роботи двигуна з тим, щоб до моменту підльоту до цілі залишок палива був мінімально достатнім, для підвищення маневровості. Максимальна дальність польоту — від 160 до 300 км, залежно від моделі ракет (5В21, 5В21B, 5В28, 5В28М).
- Ракета має довжину 11 м і стартову масу 7,1 т, з них 3 т припадає на прискорювачі (для С-200В).
- Швидкість польоту ракети: 700-1200 м/с, залежно від дальності.
- Висота зони ураження: від 300 м до 27 км для ранніх, і до 40,8 км для пізніх моделей
- Глибина зони ураження: від 7 км до 200 км для ранніх, і до 255 км для пізніх модифікацій.

Бортова електромережа в польоті живиться від бортового джерела живлення 5И43, містить турбіну, що працює на тих же компонентах палива, що і маршовий двигун ракети, гідроагрегат підтримання тиску в гідравлічній системі кермових приводів і два електрогенератори.
Ракета наводиться на ціль використовуючи відбитий від цілі промінь радіолокатора підсвітки цілі (РПЦ). Напівактивна головка самонаведення розташована в головній частині ракети під радіопрозорим обтічником (РПО) і має у своєму складі параболічну антену діаметром близько 600 мм і ламповий аналоговий обчислювальний блок. Наведення здійснюється методом з постійним кутом попередження на початковій ділянці польоту при наведенні на ціль в далекій зоні ураження. Після виходу з щільних шарів атмосфери або відразу після старту, при стрільбі в ближню зону, ракета наводиться за методом пропорційного наведення.

### Типи
Дивізіони С-200В здатні вести стрільбу ракетами 5В21А, 5В21В, 5В28. Кожен з цих типів ракет має свої особливості, що мають бути враховані при підготовці стрільби по кожній конкретній цілі.
- Ракета 5В21А має голівку самонаведення 5Г23, що не має системи пошуку сигналу цілі за швидкістю. Через це ракета не може бути використана при стрільбі по постановниках переривчастих, вимикаючихся, та таких, що уводять за швидкістю, перешкод, а також при стрільбі із захопленням цілі в польоті[4].
- Ракети 5В21В та 5В28 мають голівку самонаведення 5Г24, що має систему пошуку сигналу цілі за швидкістю. При цьому пуск ракет може бути здійснений як з дозволеним пошуком, так і з забороною пошуку. В останньому випадку ГСН 5Г24 за своїми можливостями відповідає ГСН 5Г23[4].
- Тому ракети 5В21В та 5В28 мають бути використані для стрільби по постановниках перешкод, а також при захопленні цілі голівкою самонаведення в польоті. При цьому має бути дозволений пошук за швидкістю[4].
- Ракета 5В28 дозволяє вести стрільбу на збільшену відстань (240 км) в порівнянні з ракетами 5В21А та 5В21В (до 180 км)[4]. В ході випробувань 1986 року було виявлено можливість ураження цілей цією ракетою на відстані близько 300 км[3].

Радіопідривач ракет 5В21А та 5В21В надійніше працює у пасивних перешкодах.
Наведення систем стеження голівки самонаведення на відбитий від цілі сигнал відбувається автоматично, з надходженням в кабіну К3В (К3М) сигналу АС РПЦ.

### Бойова частина
У ракеті 5В21 встановлена осколково-фугасна бойова частина 5Б14Ш, область ураження якої є сферою з двома конічними вирізами в передній і задній півсферах.
Кути при вершинах конусів розльоту осколків дорівнюють 60°. Статичний кут розльоту сферичних уражальних елементів в бічній площині дорівнює 120°. Така бойова частина на відміну від бойових частин ЗКР першого покоління, що мають вузькоспрямоване поле розльоту уражальних елементів, забезпечує накриття цілі при всіх можливих умовах зустрічі ракети з ціллю.
Уражальними елементами бойової частини є сталеві елементи сферичної форми, що мають початкову швидкість розльоту до 1000 м/с на передньому фронті та до 1700 м/с на задньому фронті.
Маса уражальних елементів — 3,5 г (21 тис. штук) і 2 г (16 тис. штук). Всього 37 тис. штук уражальних елементів, засипаних у порожнину між оболонками корпуса бойової частини та залитих церезином.
Маса бойової частини — 217±3 кг. Маса розривного заряду — вибухової речовини «ТГ-20» (20 % тротилу/80% гексогену) — 87,6-91 кг. Заряд виготовляють змішуванням розплавленого тротилу та порошкоподібного гексогену. Швидкість детонації ТГ-20 дорівнює 8100 м/с.
Підрив проводиться по команді активного радіолокаційного детонатора (кут ураження приблизно 60° до осі польоту ракети, відстань — кілька десятків метрів) при прольоті ракети в безпосередній близькості від цілі. При спрацьовуванні БЧ формується конусоподібне поле уражальних елементів у напрямку польоту з нахилом приблизно 60° від поздовжньої осі ракети. У разі великого промаху — БЧ підривається в кінці керованого польоту ракети, по зникненні бортового живлення.
Існували також варіанти ракет з ядерною спеціальною бойовою частиною (СБЧ ТА-18) для ураження групових цілей (наприклад 5В28Н (В-880Н)).

## Модифікації
- С-200 «Ангара» (спершу С-200А) — ракета В-860 (5В21) або В-860П (5В21А), прийнятий на озброєння в 1967 році, дальність — 160 км, висота — 20 км;[5]
- С-200В «Вега» — завадозахищена модифікація комплексу, модернізовано стрільбовий канал, командний пункт К-9М, застосована модифікована ракета В-860ПВ (5В21П). Прийнятий на озброєння в 1970 році, дальність — 180 км, мінімальна висота цілі знижена до 300 м;[5]
  - С-200М «Вега-M» — модернізований варіант С-200В, в частині застосування уніфікованої ракети В-880 (5В28) з осколково-фугасною або В-880Н (5В28Н) з ядерною бойовою частиною (ЗКР В-880 розроблена після припинення робіт над В-870). Використані твердопаливні стартові прискорювачі, дальня границя зони ураження збільшена до 240 км (по літаку ДРЛС що баражує — до 255 км), висота цілі — 0,3-40 км. Випробування тривали з 1971 року. Окрім ракети, змін зазнали командний пункт, пускові установки, кабіна К-3(М);[3][6][5]
  - С-200ВЭ «Вега-Э» — експортний варіант комплексу, ракета В-880Е (5В28Е), лише осколково-фугасна бойова частина, дальність ураження — 240 км;[7]
- С-200Д «Дубна» — модернізація С-200 в частині заміни радара підсвічування цілі (РПЦ) на новий, використані більш завадостійкі зенітні керовані ракети 5В25В, В-880М (5В28М) або В-880МН (5В28МН, з ядерною бойовою частиною потужністю 5 Кт), дальність збільшена до 300 км, висота цілі — до 40 км. Розробка почалась 1981 року, випробування відбувались у 1983-1987 роках. Серія була випущена в обмеженій кількості.[8]

### С-200В «Вега»
Вогневий комплекс С-200В на відміну від вогневого комплексу С-200 «Ангара» забезпечує:
- ефективну боротьбу з цілями — постановниками активної переривчастої шумової перешкоди;
- боротьбу з цілями — постановниками активної перешкоди, що уводить за швидкістю;
- супровід цілей, що мають невелику радіальну складову швидкості, а також цілей, що летять зі зміною знаку радіальної складової швидкості;
- можливість вимірювати шуми передавального пристрою, що дозволяє здійснювати прихованість робіт на радарі підсвічування цілі;
- проведення пуску ракет по закритій цілі (робота в режимі ПЗЦ);
- обстріл одним стрільбовим каналом групи цілей, що знаходяться в промені радара підсвічування цілі;
- можливість регламентних перевірок ракет на пусковій установці.

Вогневий комплекс С-200В, як і С-200 складається зі спільної частини та декількох стрільбових каналів.
До складу спільної частини комплексу С-200В входять: кабіни розподілу цілей К9В (або К9М), контрольна вишка К7, електростанція 5Е97, розподільна кабіна К21М.
Стрільбовий канал С-200В включає: радіолокатор підсвічування цілі 5Н62В, стартове обладнання, зенітні керовані ракети 5В21В (або 5В21А), засоби електроживлення.
До складу стартового обладнання стрільбового каналу входять: кабіна підготовки старту К3В, шість пускових установок 5П72В, і до дванадцяти заряджальних машин 5Ю24.

## Тактико-технічні характеристики
Тактико-технічні характеристики системи С-200Д (подальший розвиток системи С-200ВМ). Має розширену зону ураження, поліпшену завадостійкість, підвищена ефективність стрільби.
- Цілі для ураження: літаки-постановники перешкод, літаки радіолокаційного дозору і управління, носії авіаційних ракет, літаки розвідники та інші засоби повітряного нападу з ЕПР 0,1-0,3 м² і більше. Забезпечене ураження цілей-постановників активних і пасивних перешкод, в тому числі поляризаційних і цілей у пасивних перешкодах.
- Зона ураження:
  - максимальна висота: до 40 км;
  - мінімальна висота: 0,3 км;
  - максимальна дальність ураження:
    - великих дозвукових літаків: 300 км;
    - винищувачів-бомбардувальників типу F-16: 190 км;
    - крилатих ракет типу ASALM: 60 км.
- Максимальна швидкість цілей: до 4300 км/год.
- Кількість одночасно обстрілюваних цілей п'ятиканальним полковим комплексом: до 5.
- Метод наведення: напівактивне самонаведення із захопленням цілі головкою самонаведення як до старту, так і після старту ракети.
- Кількість ракет, що можуть водночас бути наведені на одну ціль: до 3.
- Імовірність ураження цілі однією ракетою:
  - з осколковою БЧ: 0,7-0,98;
  - з ядерною БЧ: 0,99.
- Час розгортання на підготовленій позиції: 24 год.
- Час приведення в бойову готовність з режиму чергування: 1,5 хв.
- Час підготовки ракети до старту: 40 сек.

Склад полкового комплексу системи:
- Командний пункт.
- Засоби електроживлення.
- Стрільбові канали: до 5.
- Основні засоби стрільбового каналу:
  - радіолокатор підсвічування цілі;
  - пускова установка на 1 ракету кожна: 6;
  - кабіна підготовки старту.
- Додаткові автономні засоби цілевказівки: РЛС П-14Ф та ПРВ-13 (ПРВ-17).

Зенітна керована ракета В-880М:
- Ракета двоступенева:
  - стартові прискорювачі (чотири): твердопаливні;
  - маршовий двигун: рідинний.
- Бойова частина: осколкова або спеціальна (ядерна).
- Кількість осколків звичайної бойової частини:
  - масою 3,5 г: 21000;
  - масою 2,5 г: 15000.
- Маса звичайної бойової частини: 215 кг.
- Стартова маса: 7000 кг.
- Вартість: 160 тис. крб. (приблизна ціна станом на початок 1980-тих).
- Термін складського зберігання: 5 років.

Складові системи розташовані у перевозимих причепах і напівпричепах, зв'язок між ними через кабель. Живлення — від дизель-генераторів, є можливість підключення до промислових електромереж.

## Бойове застосування

### Близький схід
6 грудня 1983 сирійські ЗРК С-200, якими керувала радянська обслуга, двома ракетами збили три ізраїльських БПЛА MQM-74.

### Інцидент у затоці Сідра

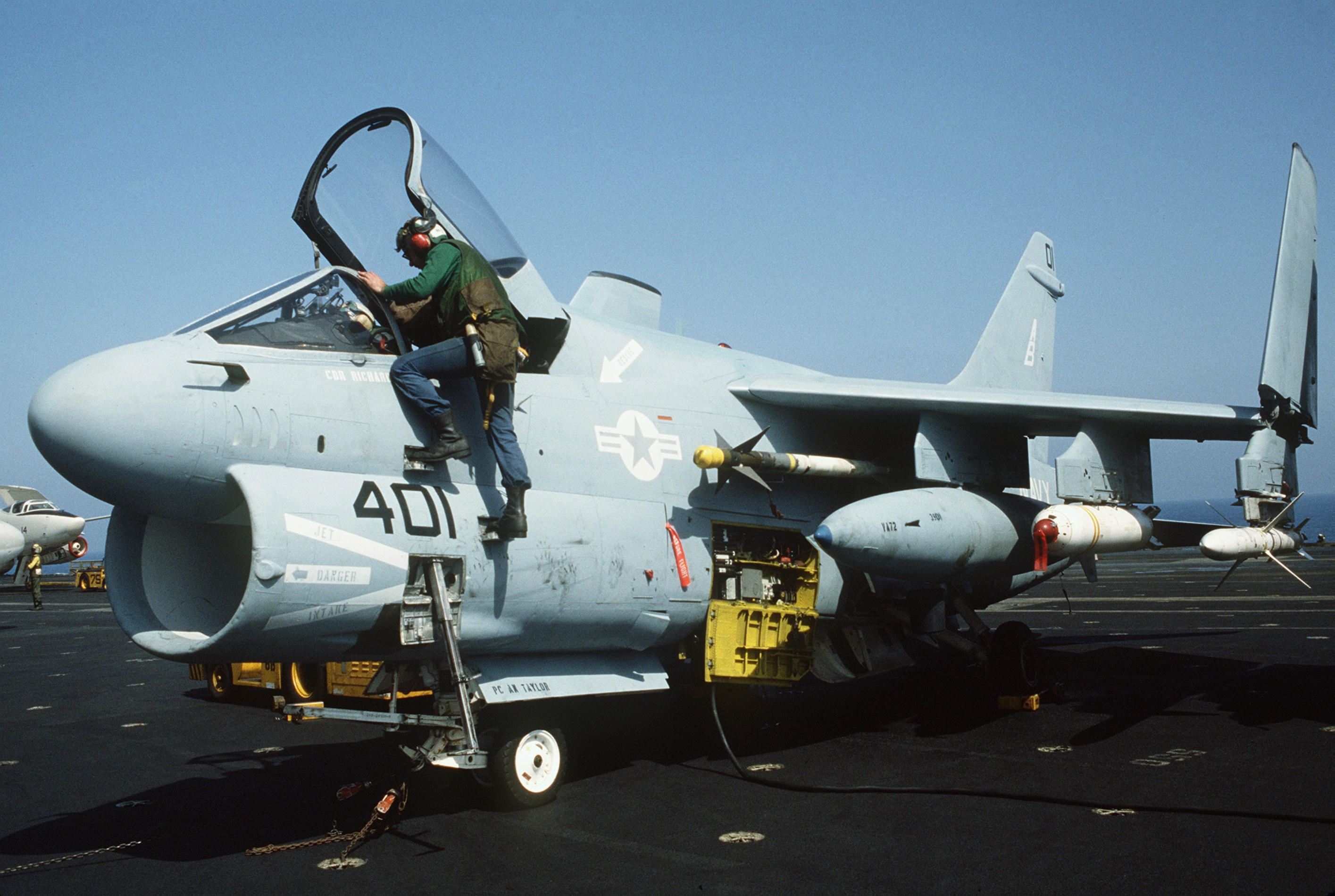
Літак A7 на палубі USS America під час військової операції в затоці Сідра, 1986 рік

Конфлікт в затоці Сідра між Сполученими Штатами та Лівією стався в березні-квітні 1986 року.
Комплекс С-200ВЭ був придбаний Лівією в 1984 році.
На початку конфлікту у складі зенітних ракетних військ ППО Лівії з урахуванням оперативно підпорядкованих частин ППО сухопутних військ, входило 20 зенітних ракетних бригад, у тому числі 12 — змішаного складу С-75, С-125, одна С-200, 6 — «Квадрат» і одна бригада «Оса-АК». Крім того, в сухопутних військах і підрозділах охорони Джамахірії була істотна кількість ПЗРК «Стріла-2», ЗСУ «Шилка», та ЗУ-23-2.
24 травня 1986 року відбувся бій між сирійськими С-200 та американськими літаками. Лівійські військові заявили, що 24 травня над водами затоки Сідра було збито ракетами комплексу С-200ВЭ три американських штурмовики, 2 з яких були А-6Е «Інтрудер». Проте Сполучені Штати заперечили ці втрати: навпаки, за даними американської сторони ввечері того ж дня вогнем у відповідь ракетами AGM-88 HARM з літака LTV A-7 Corsair II було знищено два радари підсвічування цілі, чим виведено з ладу цей комплекс С-200.
Проведений радянськими військовими фахівцями аналіз об'єктивних даних показав, що того дня відбулось три пуски ракет. Перший пуск двох ракет по виявленій РЛС «Оборона-14» на відстані 160 км парі літаків був здійснений з помилками операторів: перед пуском відстань до цілей не була уточнена, тому зустріч з ціллю відбулась на 30 км ближче розрахункової. Трохи згодом С-200 самотужки було виявлено ціль на відстані 100 км. Через 95 секунд польоту ракети зустріч з ціллю відбулась на відстані 85 км.
В обох випадках оператори С-200 здійснили пуски ракет без врахування можливості здійснення ціллю протиракетного маневру, тому зустріч ракет з цілями відбулись в зоні пониженої імовірності ураження, стрільби здійснені з недовикористанням зенітних керованих ракет.
Оскільки цілі знаходились на значному віддалені над морем, можливості отримати надійні речові докази їхнього знищення не було. Проте на основі характерних ознак знищення цілі на радарі підсвічування цілі та проведеному комп'ютерному моделюванні бою (здійснено трьома організаціями: ЦКБ «Алмаз», випробувальний полігон та НДІ Міноборони) радянські фахівці з імовірністю на рівні 96-99 % стверджують, що було знищено щонайменше два літаки 6-го флоту США.

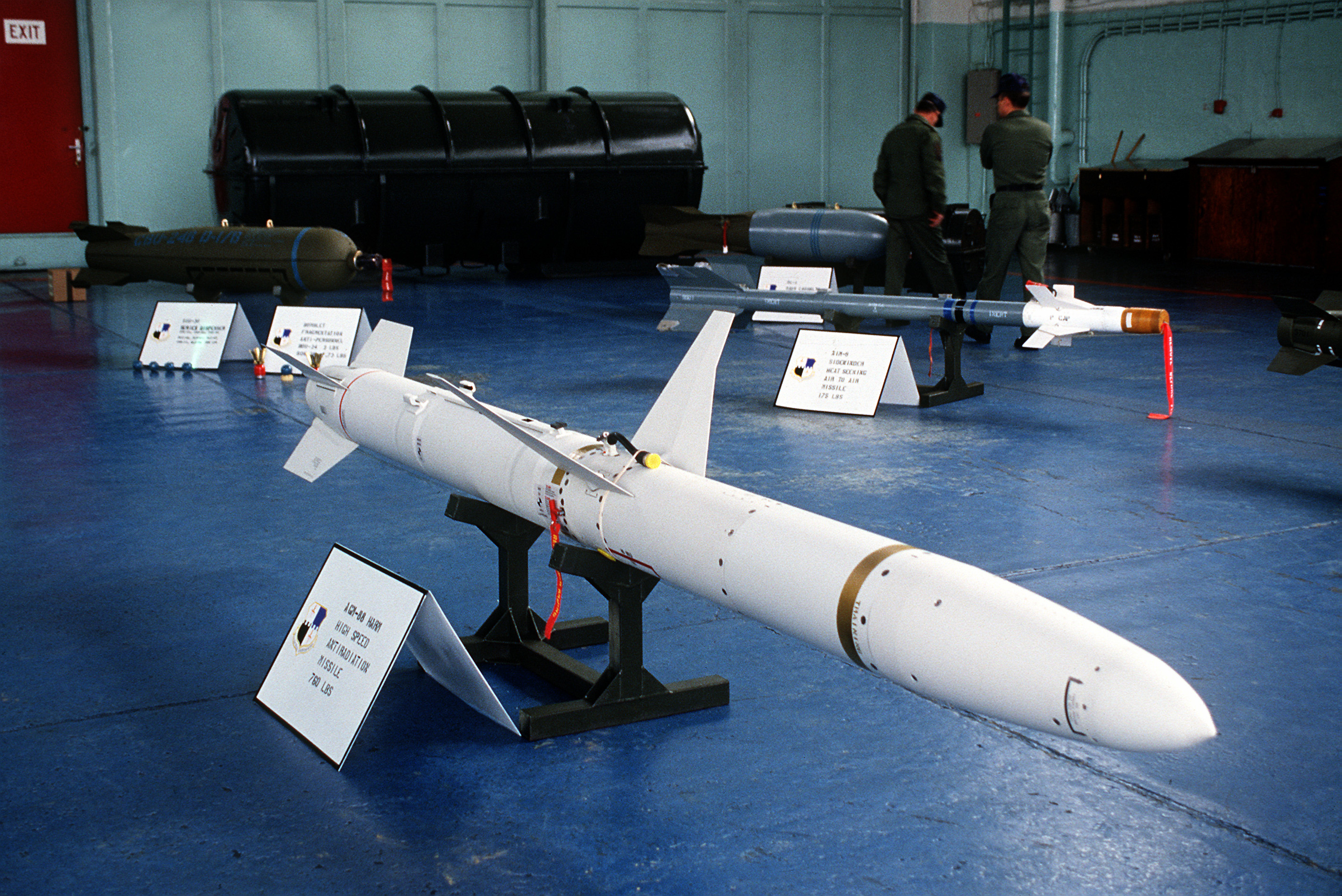
Протирадарна ракета AGM-88 HARM в ангарі, 1985 рік.

Того ж дня надвечір засобами зенітно-ракетних дивізіонів було виявлено декілька цілей: групову, на відстані 150-180 км, та поодиноких на відстанях 60 та 80 км. Коли другий дивізіон став за командою групи дивізіонів працювати на повну потужність з метою виявлення цілі на відстані 70 км, з ближчого літака було випущено дві протирадарні ракети HARM.
Перша ракета вибухнула на відстані менше 10 метрів від основи кабіни К-1. Друга ракета пролетіла повз радар та впала на відстані 10-11 км від позиції ЗРК. Все обладнання було одразу ж вимкнене від живлення, завдяки чому вдалось зберегти його від подальших ударів з другого літака. Першою ракетою було завдано середніх ушкоджень антенній системі та кабіні. Полагодити ушкодження вдалось шляхом заміни ушкоджених модулів на ті, що були призначені для другого угруповання ППО в районі Бенгазі.
В цілому ж, завдяки ретельній та тривалій розвідці, в тому числі — радіотехнічній, яку проводили американські військові щонайменше з 1985 року, вдало вибраній ними тактиці, інтенсивному використанню засобів радіоелектронної боротьби, виявлених слабких місцях у системі ППО Лівії, а також через вади в підготовці та організації лівійських військ протиповітряної оборони, реалізувати весь потенціал ППО Лівії не вдалось, натомість американським військовим вдалось завдати бомбових ударів по різних військових об'єктах.

### Громадянська війна в Сирії

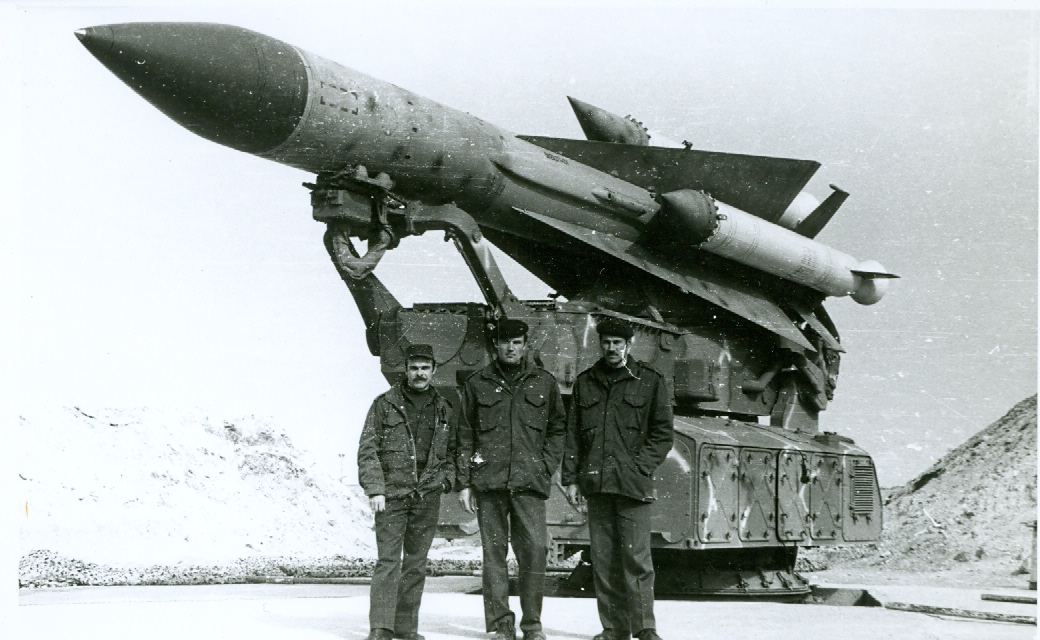
Радянські офіцери поруч з пусковою установкою С-200ВЭ «Вега-Э» у Сирії, бл. 1983 рік

Станом на 2012 рік Сирія мала на озброєнні 48 пускових установок С-200ВЭ. Та під час громадянської війни багато з комплексів були захоплені або знищені, а деякі — розбомблені ПС Ізраїлю.
В 2016 році був розгорнутий комплекс С-200 з трьома пусковими установками в провінції Алеппо. Сирійські С-200В «Вега» перед тим проходили модернізацію в Росії.
В березні 2017 року по одному військовому літаку ПС Ізраїлю з групи літаків, які здійснювали удари по цілях в Сирії, були випущені ракети з сирійського комплексу С-200. Жодна ракета не вразила ціль. Одна з випущених ракет, вже рухаючись за балістичною траєкторією, була перехоплена та збита системою ПРО Arrow 2 на півночі Ізраїлю. Дане перехоплення стало бойовим хрещенням для нової системи протиракетної оборони.

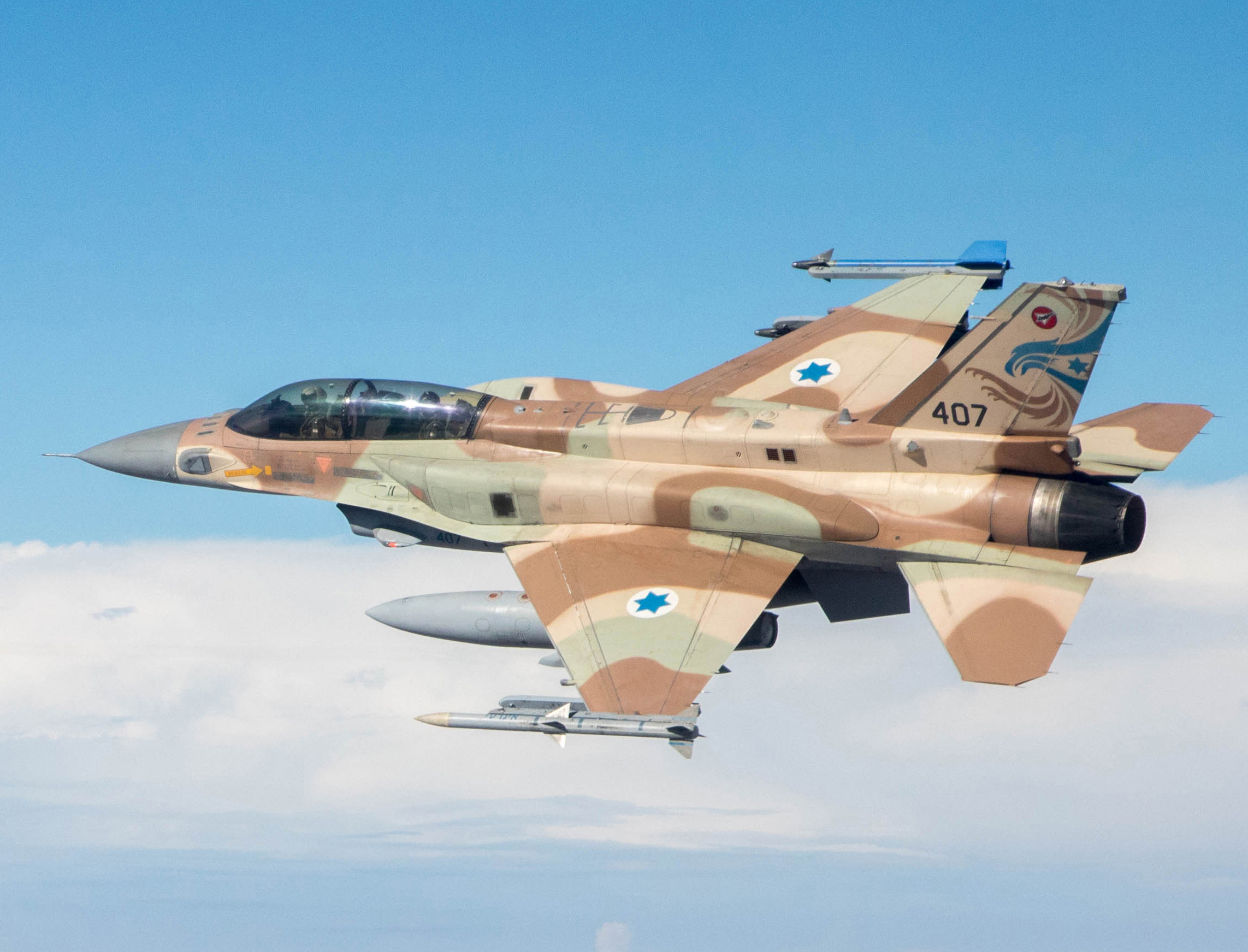
F-16I Sufa ПС Ізраїлю. Такий літак був збитий сирійським С-200 10 лютого 2018 року. Обидва члени екіпажу катапультувались та вижили

25 серпня 2017 року генерал-майор Сєргій Мєщєряков, начальник штабу — заступник командувача ВПС РФ, заявив про створення єдиної системи ППО в Сирії:
|  | Нині на території Сирії створена єдина інтегрована система протиповітряної оборони. Забезпечено інформаційно-технічне поєднання російських і сирійських засобів розвідки повітряного простору. Вся інформація про повітряну ситуацію від сирійських радіолокаційних станцій надходить на пункти управління російського угруповання військ |

В 16 жовтня 2017 року з сирійської батареї С-200 були обстріляні ізраїльські військові літаки, які виконували розвідувальний політ над Ліваном. Внаслідок обстрілу жоден літак не постраждав. Через дві години ізраїльські літаки скинули 4 бомби по батареї та знищили її радар. За даними ізраїльської сторони дана батарея розташовувалась за 50 км на схід від Дамаску. Інцидент стався за день до візиту міністра оборони Росії Сергія Шойгу до Ізраїля.
10 лютого 2018 року Ізраїльські літаки завдали ракетно-бомбового удару по об'єктах вартових Ісламської революції на півдні Сирії у відповідь на вторгнення БПЛА останніх у повітряний простір Ізраїлю. Сирійські ППО обстріляли та збили один літак F-16I Sufa, але штурман та пілот змогли успішно катапультуватись над контрольованою Ізраїлем територією.

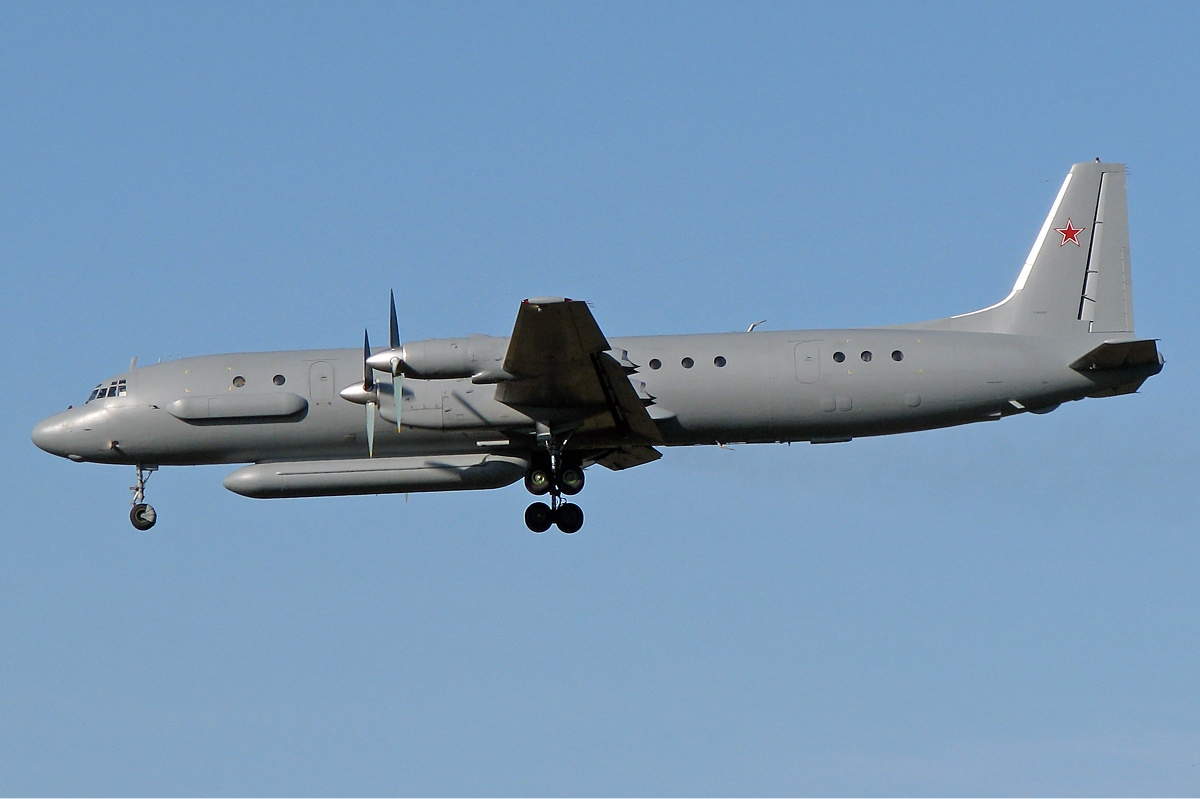
Російський Іл-20М. Такий літак був збитий сирійським С-200 17 вересня 2018 року

10 травня 2018 року під час операції «Картковий будинок» Ізраїльські ПС знову завдали ракетно-бомбового удару по військових об'єктах в Сирії, в тому числі — розгорнутих комплексах С-200.
17 вересня 2018 року ланка ізраїльських літаків (імовірно F-16) здійснила удар керованими бомбами (за даними МО РФ це були бомби малого калібру GBU-39) по об'єктах на північному заході Сирії у провінції Латакія. Проти них були застосовані розташовані там системи протиповітряної оборони. Однією з випущених ракет з комплексу С-200 був збитий російський літак радіоелектронної розвідки Іл-20 з 15 членами екіпажу на борту. Літак був збитий начебто при заході на посадку на авіабазу «Хмеймім» коли він вже знизився до висоти 5 км. Місце падіння літака розташоване за 27 км на захід від населеного пункту Баніяс, близько точки 35°05′57.5″ пн. ш. 35°41′48.8″ сх. д. / 35.099306° пн. ш. 35.696889° сх. д.
Однак навіть через кілька днів залишались нерозкритими певні питання стосовно подробиць цього інциденту.
25 вересня 2018 року російське міністерство оборони повідомило, що передасть протягом наступних двох тижнів комплекси С-300 сирійським військовим та встановить системи автоматизованого управління у військових частинах сирійських ППО.
В ніч з 30 червня на 1 липня 2019 року Ізраїльські ПС завдали чергового повітряного удару по об'єктах в Сирії. Сирійськими ППО було випущено зенітні ракети, рештки однієї ракети впали у північній частині острова Кіпр (на території самопроголошеної республіки Північного Кіпру). В результаті аналізу фото знайдених уламків ракети (зокрема, повітряні керма), фахівцями було зроблено висновок, що це була зенітна керована ракета комплексу С-200.
Схожий інцидент стався 22 квітня 2021 року, коли у відповідь на повітряні удари ізраїльських ПС по об'єктах в місті Думаїр неподалік Дамаска було випущено кілька зенітних керованих ракет, одна з них, системи С-200, залетіла в повітряний простір Ізраїлю. Протиракетна оборона Ізраїлю зробила невдалу спробу знищити цю ракету. Зрештою, після самоліквідації в повітрі, уламки впали на селище Ашалім у пустелі Негев, на південь від міста Беер-Шева. У відповідь на пуск ракет ізраїльські ПС завдали удару по батареї, що її випустила.

### Російсько-українська війна
На початку липня 2023 року Україна завдала ударів по об'єктах у окупованому Криму (по Кримському мосту), по авіабазі під містом Морозовськ у Ростовській області, а також у Калузькій області (імовірно йдеться про падіння ракети на пилораму у населеному пункті Битош Брянської області) переробленими ракетами 5В28 від комплексу С-200.
Це була перша згадка про застосування С-200 чи ракет з його складу за час російсько-української війни з 2014 року. У відкритих джерелах на той час була відсутня інформація про наявність чи використання даного комплексу Україною. Також невідомо, чи це були цілеспрямовані ракетні удари, чи випадкове падіння ракет, які насправді були скеровані по повітряних цілях. Відсутня й будь-яка інформація про те, яким чином вдалось відновити ракети даного типу та переробити для ударів по наземних цілях.
28 липня 2023 року російське міністерство оборони повідомило про невдалі ракетні удари із використанням ракет від С-200 по портах Таганрога та Азова. Якщо в першому випадку ракета впала за майже два кілометри від порту в центр міста, то в другому — ракета була начебто перехоплена ЗРК. На поширеному в соцмережах відео з відеореєстратора було зафіксовано момент падіння ракети, ззовні схожої на ракету 5В28 комплексу С-200 на драмтеатр в Таганрозі.
23 лютого 2024 ГУР повідомило, що саме за допомогою С-200 було збито російський літак ДРЛВ А-50У на відстані 256 кілометрів від лінії фронту. Версію з цим комплексом також висловили деякі аналітики і щодо попереднього збиття літака цього типу 14 січня 2024.
В ніч з 18 на 19 квітня 2024 бомбардувальник Ту-22М3 російських ПКС впав на території Ставропольського краю, на відстані близько 300 км від кордону України. З 4-х членів екіпажу один загинув, двоє врятувалися, четвертого шукають. Другий бомбардувальник Ту-22М3, який брав участь у цій спробі бомбардування України, по команді зверху був змушений розвернутися, не виконавши пусків ракет. За даними Reuters, літак було збито за допомогою модифікованого комплексу С-200.
13 травня 2025 року ГУР МО України опублікувало відео з застосуванням ракет 5В28 по наземним цілям російських окупантів. На кадрах було показано підготовку ракет до застосування: завантаження на пускову установку і заправлення рідким ракетним паливом. А потім і самі пуски.

## Оператори

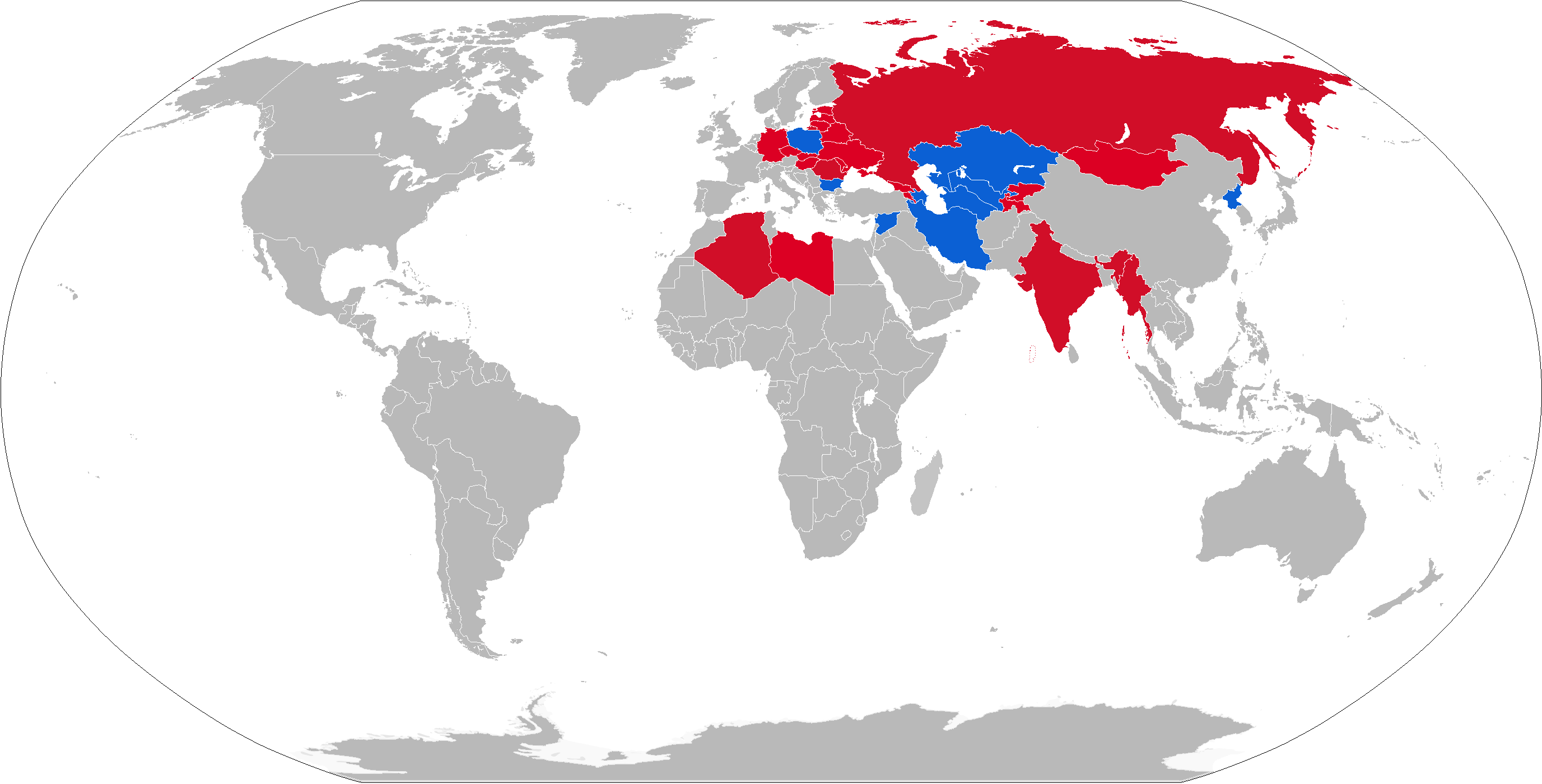
Країни-оператори комплексів С-200. Україна відновила комплекси у 2023 році
Поточні
Колишні

### Поточні
- Азербайджан: перебувають на озброєнні, станом на 2024 рік. Статус та кількість невідомі.[40]
- Болгарія: 4 дивізіони (12 ПУ) на озброєнні, станом на 2024 рік.[41]
- Іран: 10 ПУ на озброєнні, станом на 2024 рік.[42]
- Казахстан: 1 дивізіон (3 ПУ) на озброєнні, станом на 2024 рік.[43]
- Північна Корея: 10 ПУ на озброєнні, станом на 2024 рік. Позначені як небоєздатні.[44]
- Сирія: 3 дивізіони на озброєнні, станом на 2024 рік.[45]
- Туркменістан: 4 дивізіони (12 ПУ) на озброєнні, станом на 2024 рік.[46]
- Україна: останній дивізіон було знято з озброєння 30 жовтня 2013 р.[47] У 2018 розглядалось питання про повернення на бойове чергування.[48] З 2024 року відомо про застосування цього комплексу з ракетами 5В28.[3]

### Колишні
- Білорусь: близько 4 дивізіонів, зняті з озброєння в період 2010—2015 років.[49][50]
- Грузія: деяка кількість перебувала на озброєнні.[49]
- Індія: невелика кількість перебувала на озброєнні.[49][50]
- Лівія: 8 дивізіонів.[49]
- Молдова: 1 дивізіон.[49]
- НДР: 4 дивізіони С-200ВЭ, перейшли до об'єднаної Німеччини у 1990 році.[51]
- Польща: єдиний наявний комплекс S-200WE модернізований силами національної промисловості перебував на озброєнні 36-го зенітного ракетного батальйону 3-ї варшавської ракетної бригади[15]. Комплекс та 20 ракет були передані Україні у 2023 році.[52]
- Росія: дивізіони на Далекому Сході та в Калінінградській області. Менше 100 пускових перебувало на озброєнні, станом на 2002 рік.[50]
- Угорщина: 1 дивізіон.[49]
- Узбекистан: перебували на озброєнні, з 2023 не згадуються в звітах The Military Balance[49]
- Чехословаччина: 5 дивізіонів.
  -  Чехія: успадкувала від Чехословаччини усі ЗРК С-200; із середини 1990-тих зняті з озброєння[49]

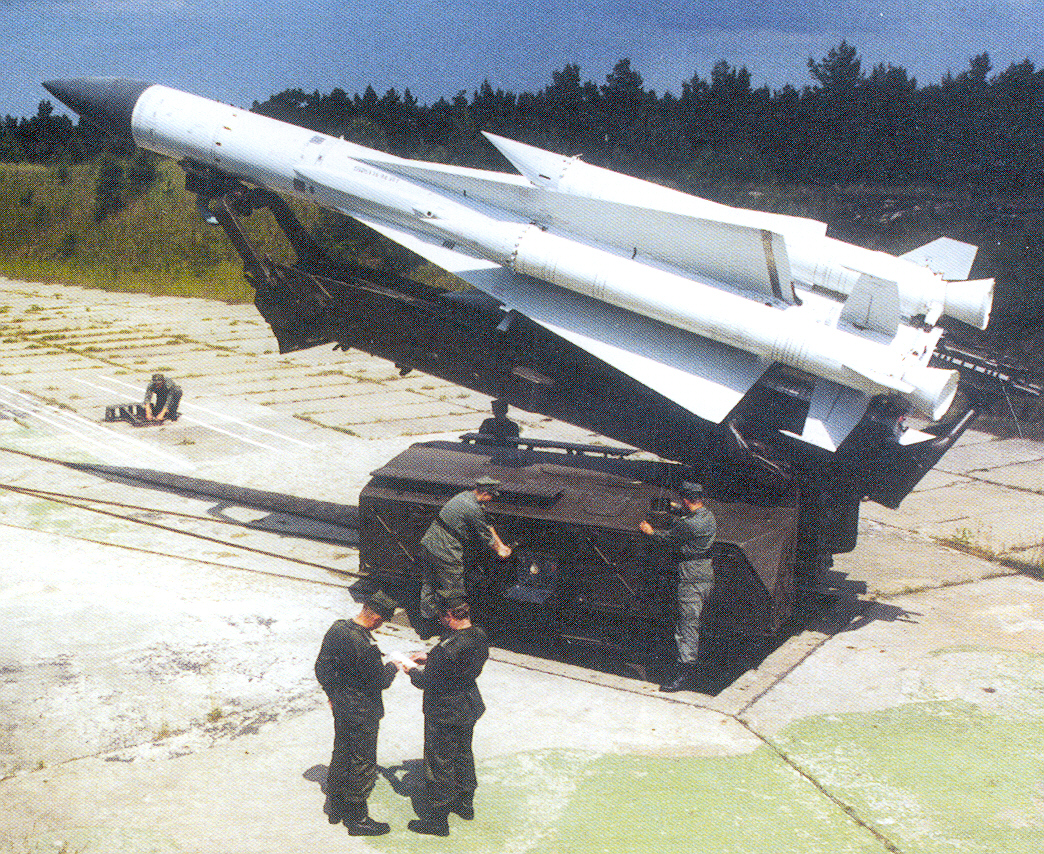
C-200 «Вега», Польща
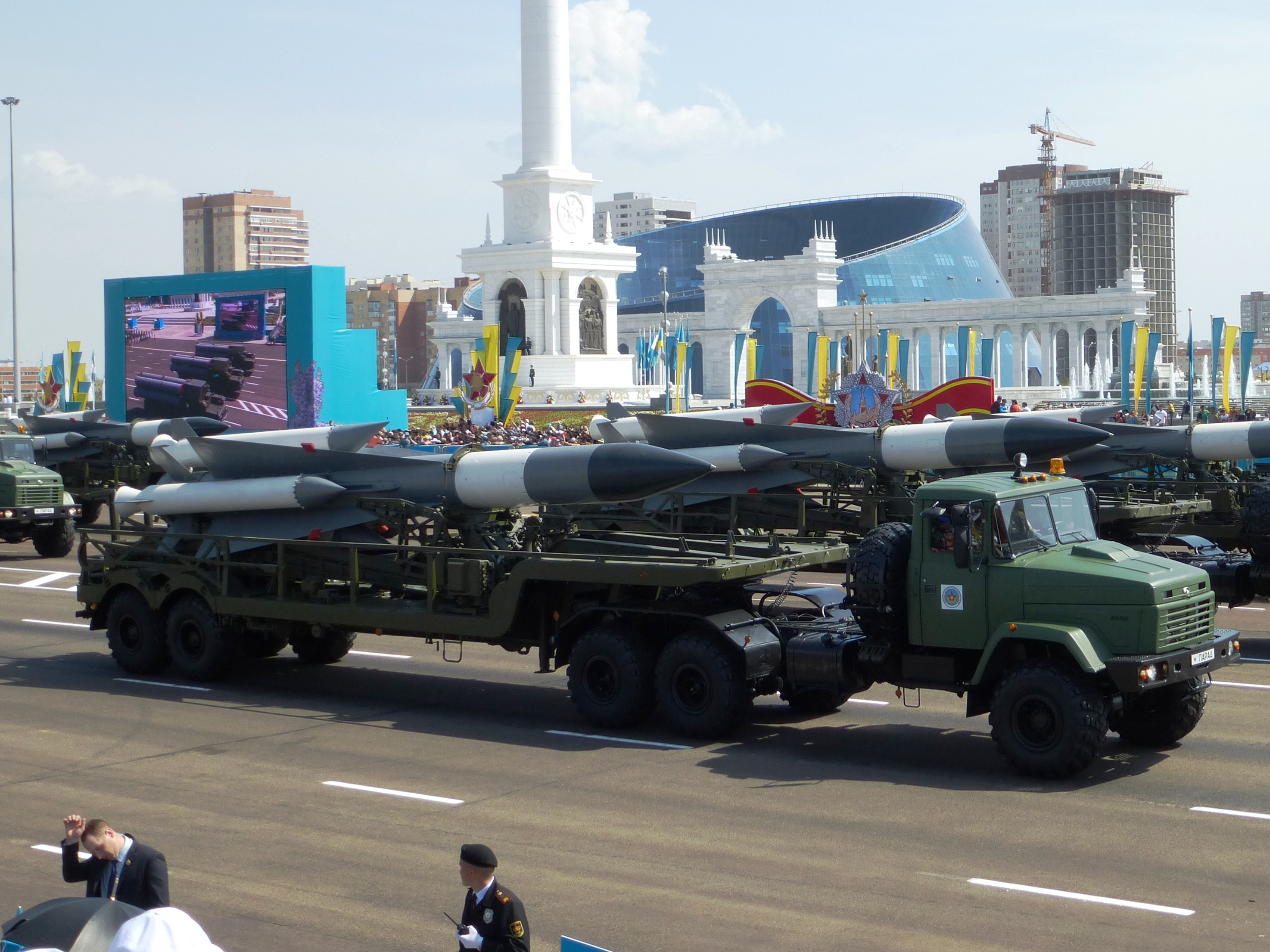
Казахстан, 2015
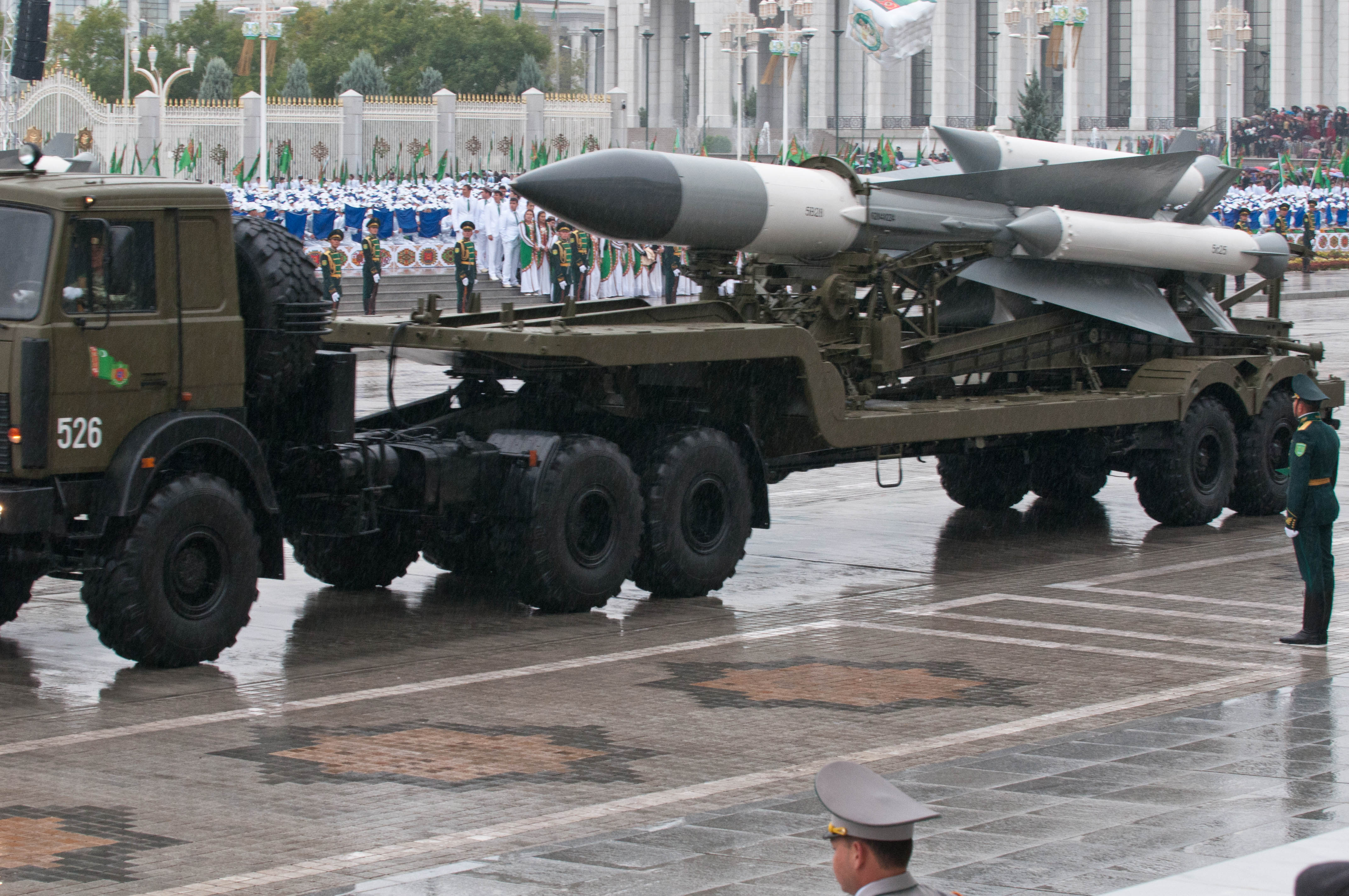
Туркменістан, 2011
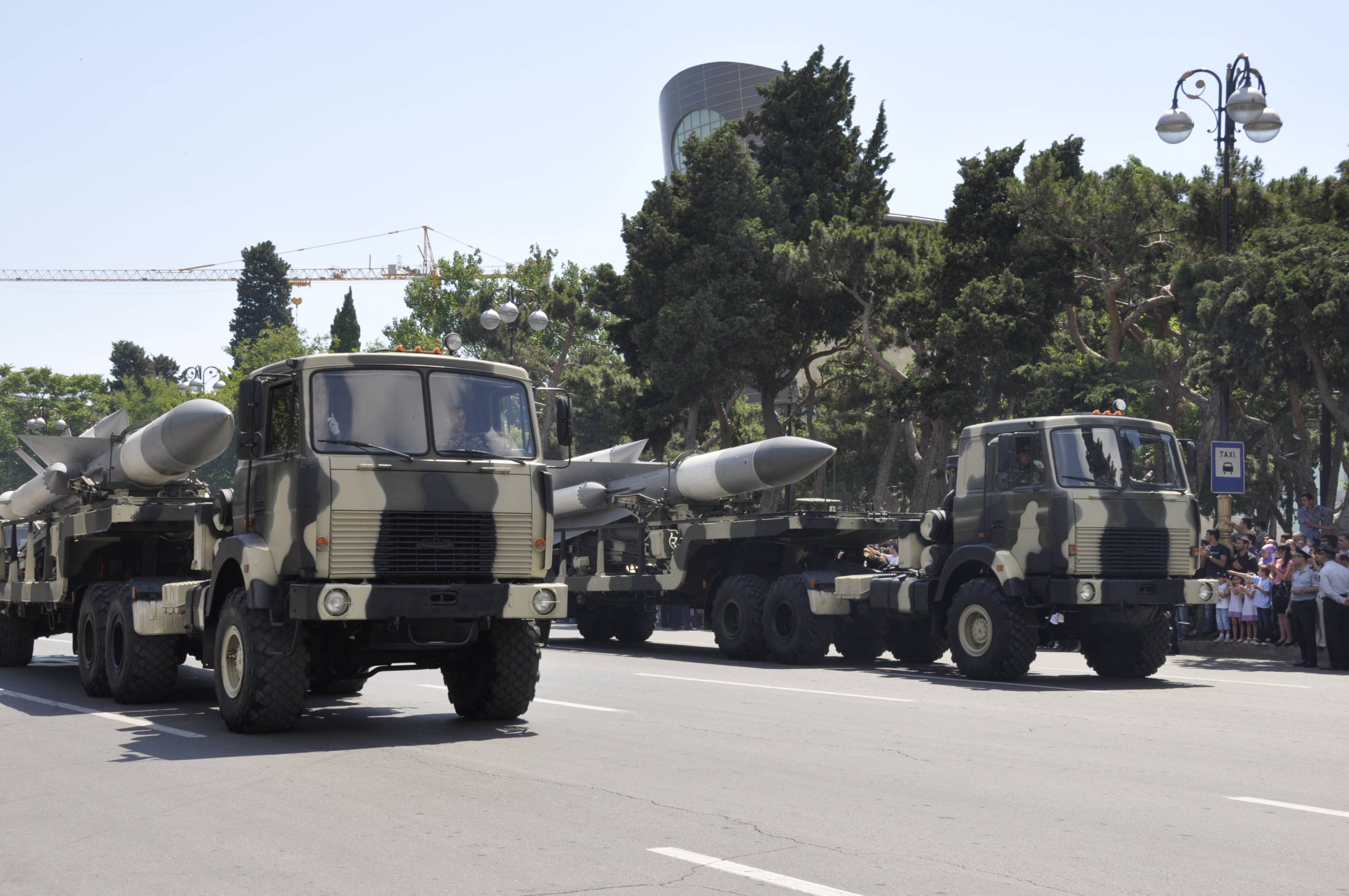
Азербайджан, 2011
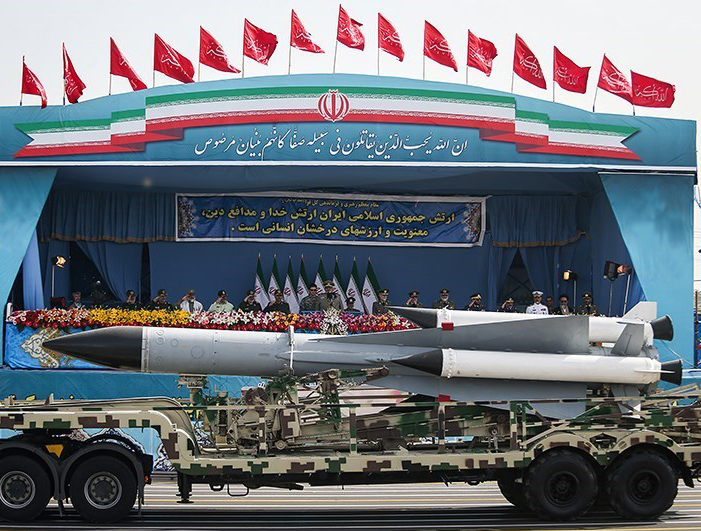
Іран, 2015

### Україна
4 жовтня 2001 року сталась катастрофа літака Ту-154, що летів з Тель-Авіва (Ізраїль) у Новосибірськ (РФ). Російські слідчі поклали всю відповідальність на українських військових, які тоді проводили спільні навчання з російськими військовими на підконтрольному російським військовим полігоні на мисі Опук. Проте в судах довести і провину українських військових і ураження літака зенітною ракетою не вдалось.
Станом на 2012 рік у Збройних силах України було декілька військових частин, які були озброєні ЗРС С-200В: 96-та Зенітно-ракетна бригада (м. Київ), 160-та Зенітно-ракетна бригада (м. Одеса), 208-ма Зенітно-ракетній бригада (м. Херсон) та 50-й Зенітно-ракетний полк (м. Феодосія, АР Крим), 540 Зенітний ракетний Львівський полк імені Івана Виговського (Кам'янка-Бузька). Всі вони за підсумковою перевіркою 2012 року були визнані боєздатними. Але вже на початку 2013 року рішенням тодішнього міністра оборони Лебедєва всі вони раптово були визнані «застарілими». Їх «скорочення» зайняло буквально місяць.
30 жовтня 2013 року припинив своє існування останній зенітний ракетний дивізіон С-200В 540-го Зенітного ракетного Львівського полку. Таким чином, Україна залишилась без жодного типу зенітних ракетних комплексів великого радіусу дії, С-200 був єдиним комплексом дальньої дії, який був здатним прикривати важливі промислові райони, знищувати авіацію ще на підльоті до кордонів України, був одним з чинників можливого стримування агресора.
У травні 2018 року військовий експерт Сергій Згурець оприлюднив плани Міністерства оборони України відновити шість типів зенітних ракетних комплексів і систем та повернути їх на озброєння. Це три ЗРК малої дальності — самохідні 2К12 «Куб» і 9К330 «Тор» і поки транспортований С-125. Два середньої дальності — С-300ПТ (транспортований, близький родич «штатного» самохідного С-300ПС) і мобільна універсальна система протиракетної і протилітакової оборони, створена для прикриття маневрених бойових дій своїх військ С-300В1 (SA-12 Gladiator). І, нарешті, «далекобійна» С-200В.
На початку 2024 року стало відомо про застосування українськими силами оборони комплексів С-200. Ці комплекси могли бути поставленими з Польщі або відновленими українськими. Командний пункт, показаний на фотографіях, має сучасну електроніку та відрізняється від усіх відомих для цього комплексу, тож міг бути створений з нуля в Україні. Для збільшення дальності модернізований комплекс міг отримати модернізований радар підсвічування 5Н62В та український оглядовий радар.